# Мамушин, Сергей Александрович
Сергей Александрович Мамушин (1888―1966) ― советский врач, организатор курортного дела на Северном Кавказе.

## Биография

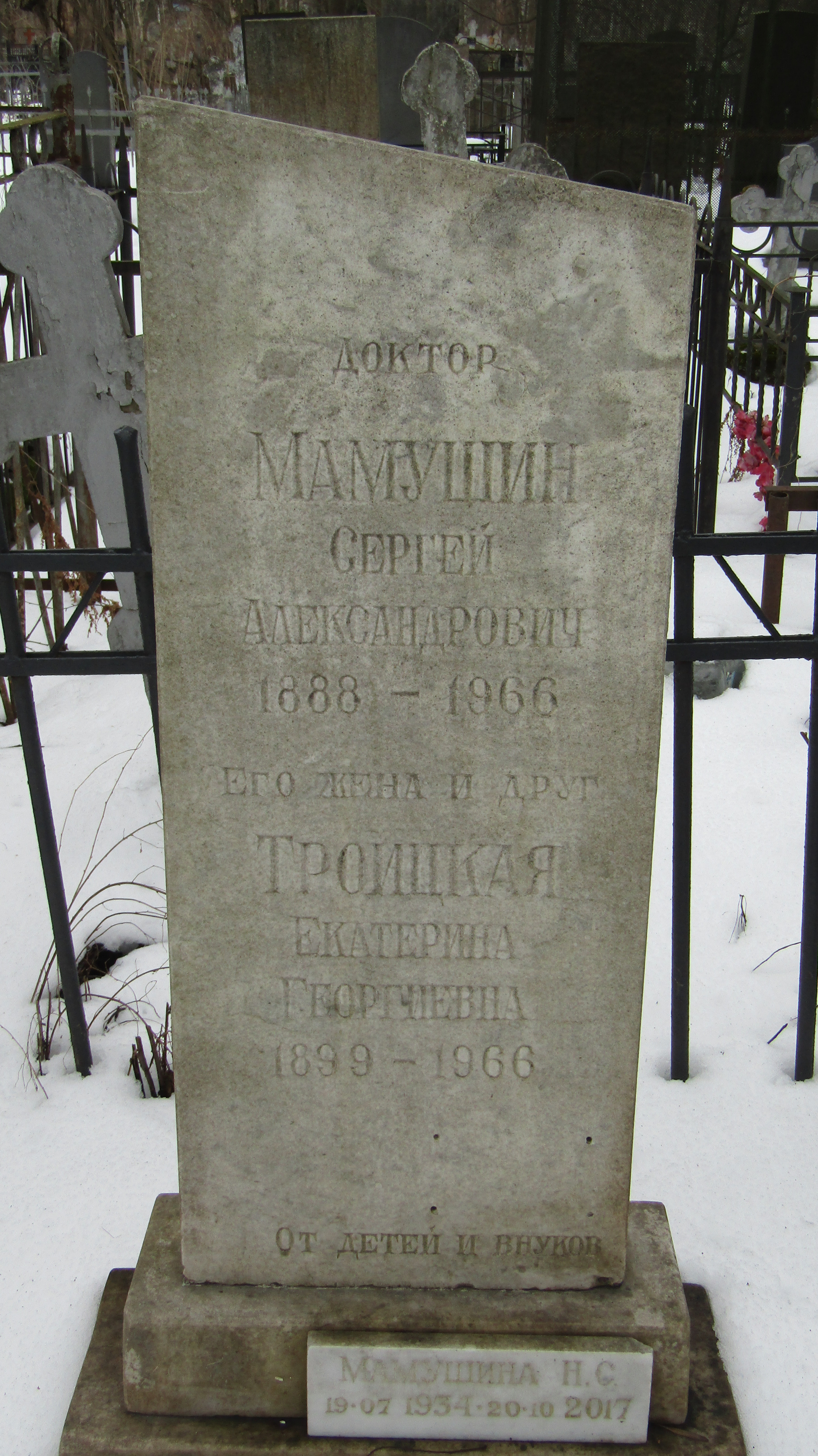
Могила Мамушина С.А. Серафимовское кладбище, Санкт-Петербург.

Родился 29 августа 1888 года в городе Глазов Вятской губернии в семье земского ветеринарного врача.
В 1914 году окончил  медицинский факультет Саратовского университета.
Участник Первой мировой войны, мобилизован в армию в 1914 году, служил врачом в тыловых госпиталях, затем в  Двинском 91-м пехотном полку.
После Октябрьской революции перешел на сторону Советской власти, вступил в РКП(б) в 1917 году.
В 1920-1922 годах работал заведующим Саратовским губздравом. По распоряжению В. И. Ленина в 1922 году приезжает на Северный Кавказ, где занимается организацией санаториев. Был первым директором «Кавказских Минеральных Вод» в Ессентуках с 1926 по 1928 год.
С 1930 года работает начальником санитарного отдела ПП ОГПУ/УНКВД по Ленинградской области. Одновременно является начальником Ленинградской школы лекарских старших помощников при Военно-медицинской Академии РККА (до 1930 года). Заведует кафедрой санитарной обороны 3-го Ленинградского медицинского института в 1936–1938 годах.
В 1937 году защитил кандидатскую диссертацию. В том же году ему присвоено звание бригадного врача.
В октябре 1938 года был арестован и приговорен к расстрелу. В мае 1939 года смертная казнь была заменена на 10 лет лишения свободы. Срок наказания отбывал в Амурской области. В октябре 1948 года вышел на свободу. После отбывания ссылки работал работал в хирургом в Тасеевской районной больнице в Красноярском крае.
Реабилитирован и освобожден из ссылки в 1955 году.
До 1959 года работал хирургом в Курганской области. 22 марта 1966 года по дороге в поликлинику Сергей Мамушин попал под колёса автобуса и погиб.